# Thelymitra antennifera
Thelymitra antennifera es una especie de orquídea perteneciente a la familia Orchidaceae que es endémica en el suroeste de Australia Occidental.

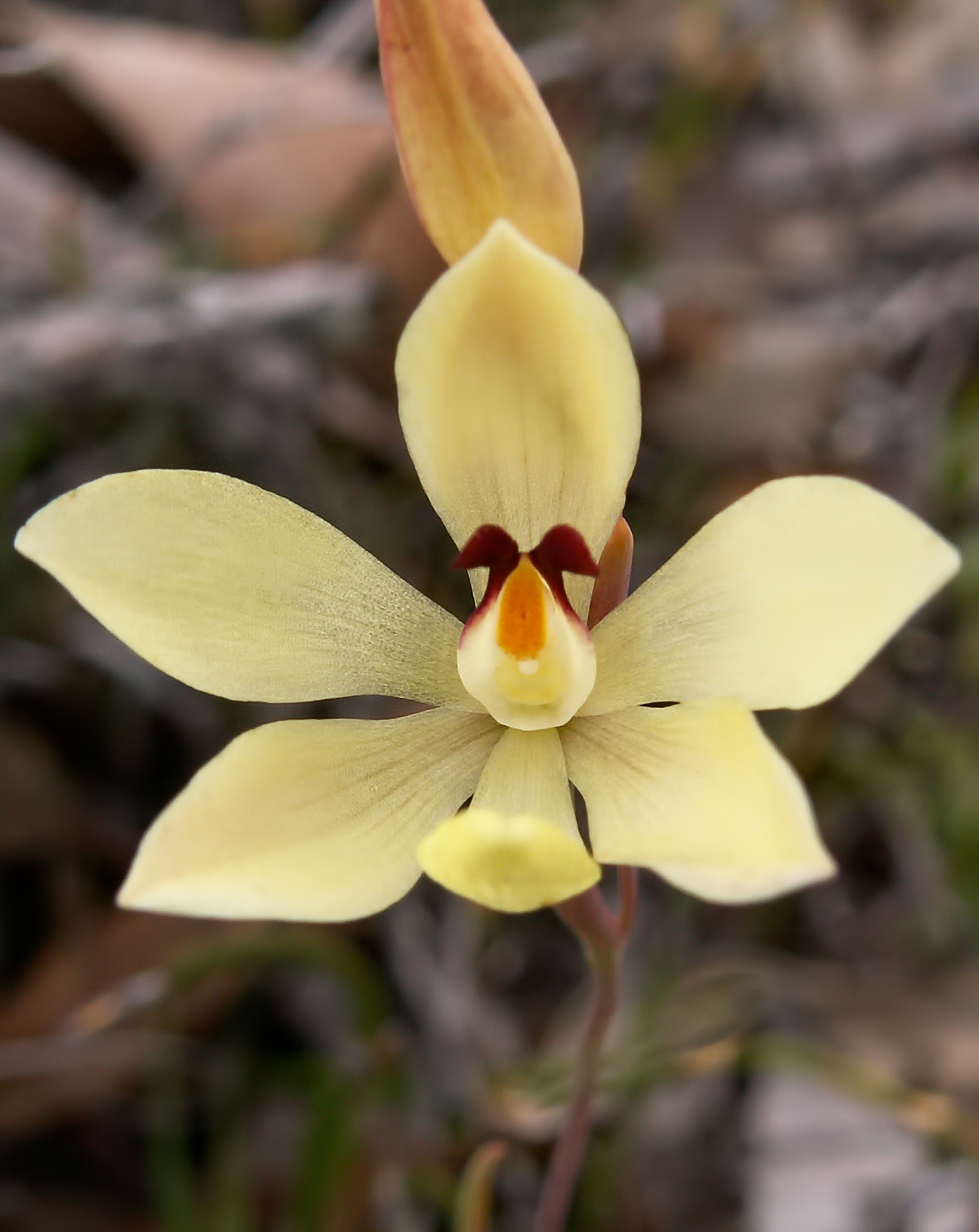
Detalle de la flor

## Descripción
Es una orquídea con un tallo cilíndrico con una sola hoja que florece en el invierno y primavera en la naturaleza en una inflorescencia erecta de 25 cm de largo, con 1 a 4 flores  perfumadas con olor a limón.

## Distribución y hábitat
Se encuentra en el oeste de Victoria, Tasmania, Australia del Sur y Australia Occidental a una altitud de 400 metros entre los arbustos que crecen en arcilla, con inviernos húmedos y que crecen hasta convertirse en grandes colonias. 

## Taxonomía
Thelymitra antennifera fue descrita por (Lindl.) Hook.f. y publicado en Flora Tasmaniae 2: 4, t. 101 A. 1858.
Etimología
Thelymitra: nombre genérico que deriva de las palabras griegas thely = (mujer) y mitra = (sombrero), refiriéndose a la forma de  la estructura del estaminodio o estambre estéril en la parte superior de la columna que es llamado mitra.
antennifera: epíteto latino 
Sinonimia
- Macdonaldia antennifera Lindl.[3]